# IQ Волопаса
IQ Волопаса (лат. IQ Boötis) — одиночная переменная звезда в созвездии Волопаса на расстоянии приблизительно 13596 световых лет (около 4168 парсеков) от Солнца. Видимая звёздная величина звезды — от +14,14m до +13,2m.

## Характеристики
IQ Волопаса — жёлто-белая пульсирующая переменная звезда типа RR Лиры (RRAB)* спектрального класса F. Радиус — около 4,3 солнечных, светимость — около 37,224 солнечных. Эффективная температура — около 6873 K.